# Tercdecima (hudba)
Tercdecima (z lat. tredecimus – třináctý) je hudební interval skládající se z oktávy a sexty. V rovnoměrně temperovaném ladění obsahuje  malá tercdecima 20 půltónů a  velká tercdecima 21 půltónů. V harmonii a kontrapunktu se s tercdecimou zachází takřka stejným způsobem jako se sextou. Objevuje se ve složitých jazzových akordech, které mají v označení číslovku „13“.